# Ina Bandy
Ina Bandy, pseudonyme d’Ida Gurevitsch, née le 14 octobre 1903 à Tallin (Estonie), alors dans Empire russe, et morte le 18 février 1973 à Paris est une photographe estonienne naturalisée française.

## Biographie
Née dans une famille juive laïque, Ida Gurevitsch a trois frères dont l'un sera victime de la Révolution de 1917, fusillé par les soldats du tsar. Au début des années 1920, sa mère quitte son mari et emmène son fils cadet, Benjamin, en Allemagne pour y suivre ses études. Ida reste à Moscou et fait la connaissance de Nicolas Neumann, alias Nicolas Bandy, un photographe hongrois qui deviendra plus tard journaliste et écrivain. Neumann initie Ida Gurevitsch à la photographie puis l'épouse. Elle prend elle aussi le pseudonyme de Bandy et ils quittent l'URSS en 1925. Le couple finira par divorcer, mais Ina Bandy conserve son pseudonyme. Elle parcourt l'Europe, puis se fixe définitivement à Paris au début des années 1930.
Elle se rapproche de l'Agence photographique Alliance, fondée par René Zuber et que dirige Maria Eisner. Dans ces années d'avant-guerre, elle demeure dans le 15e arrondissement de Paris, dans l'immeuble où habite sa mère, son frère Benjamin et Tatiana son épouse et leur fils Michel. Elle quitte Paris lors des persécutions nazies et passe en zone libre. Elle fait la connaissance de Bernard Anthonioz et liera avec la famille de ce dernier une amitié qui dura jusqu'à sa disparition, tout comme avec la photographe Denise Bellon et sa fille Yannick Bellon, cinéaste.
Après la Seconde Guerre mondiale, elle rentre à Paris et s'installe sur l'Île Saint-Louis au 29, quai d'Anjou, dans l'hôtel de la Paix. Elle y a un petit logement avec vue sur la Seine et son atelier au rez-de-chaussée, où elle réalise elle-même les tirages argentiques de ses prises de vues. Dans cet hôtel résident également Georges Arnaud, Pierre Boulez, Georges de Caunes, Gilles Deleuze, Armand Gatti, Michel Tournier et Jesús-Rafael Soto, ainsi que le mannequin Maxime de la Falaise (1922-2009).
Elle travaille pour des journaux parisiens, pour des magazines Elle, Médecine de France, ARTnews, réalise des reportages photographiques de personnalités du monde de l'art et de la culture : Alexander Calder, Marc Chagall, Alberto Giacometti entre autres. Lors d'un reportage pour le journal Combat sur un groupe d'enfants qui occupe une station de métro, elle fait la connaissance de Robert Ardouvin (1928-1997). Elle effectuera de nombreux séjours à l'Association des Enfants de Paris fondée par celui-ci, accueillant des enfants de familles nécessiteuses, à Vercheny (Drôme). Elle y réalise une série de photographies d'enfants dans la tradition de la photographie humaniste des Robert Doisneau, Willy Ronis et Sabine Weiss.
En 1948, elle rejoint le Groupe des XV. Dans le même temps, elle travaille pour différents organismes comme l'UNESCO, Air France, les Archives nationales de France, le musée du Louvre, en réalisant des photographies publicitaires pour des affiches, des catalogues ou des prospectus. Elle collabore aux ouvrages de la médiéviste Régine Pernoud (1909-1998) qui deviendra une de ses amies. Dans le cadre de son travail elle effectue plusieurs voyages en Bulgarie, Ceylan, Sri Lanka (1955-1956), URSS, États-Unis.
Elle meurt le 18 février 1973 à Paris à l'hôpital Cochin. Sans enfant, ses plus proches parents résidant en URSS, Robert Ardouvin organise ses obsèques au cimetière de Vercheny. Elle lègue à la fondation d'Ardouvin l'ensemble des photographies sur la vie de son association et sur le village de Vercheny. Elle a également confié une autre partie de ses travaux à Régine Pernoud qui sont conservés au Centre Jeanne d'Arc à Orléans.

## Publications
- André Malraux, La psychologie de l'art, 3 volumes, avec photographies d'Ina Bandy.
- Régine Pernoud, La Libération d'Orléans, 8 mai 1429, avec photographies d'Ina Bandy.
- Evelyn Frederick Charles Ludowyk, L'empreinte de Boudhha, avec photographies d'Ina Bandy, traduction de l'anglais par Solange de Lalène, 285 p.  (ISBN 978-1-135-02950-0).

## Collections publiques
- Paris :
  - Bibliothèque nationale de France ;
  - musée des Archives nationales.
- Londres, Institut Courtauld, bibliothèque Conway.

## Expositions
- La photographie humaniste : 1945-1968, de 2006 à 2007, Paris, Bibliothèque nationale de France
- La vie à fleur d'objectif, du 8 mars au 6 juin 2013, Bruxelles, galerie de l'Alliance française à Bruxelles-Europe[3].